# マイアミ (原子力潜水艦・初代)
|          |                                           |
| 艦歴     |                                           |
| 発注     | 1983年11月28日                            |
| 起工     | 1986年10月24日                            |
| 進水     | 1988年11月12日                            |
| 就役     | 1990年6月30日                             |
| 退役     | 2014年3月28日                             |
| 母港     | コネチカット州グロトン                    |
| 性能諸元 |                                           |
| 排水量   | 満載：6,146 トン、基準：5,751 トン        |
| 全長     | 110.3 m (362 ft)                          |
| 全幅     | 10 m (33 ft)                              |
| 喫水     | 9.4 m (31 ft)                             |
| 最大速   | 水上25 kt (46 km/h)、水中30+ kt (56 km/h) |
| 潜行深度 | 290 m (950 ft)                            |
| 機関     | S6G reactor 1基                           |
| 乗員     | 士官12名、兵員98名                        |
| モットー |                                           |
|          |                                           |

マイアミ(USS Miami, SSN-755)は、アメリカ海軍のロサンゼルス級原子力潜水艦の44番艦。艦名はフロリダ州マイアミに因んで命名された。その名を持つ艦としてはクリーブランド級軽巡洋艦18番艦(CL-89)以来3隻目。

## 艦歴
マイアミの建造は1983年11月28日にコネチカット州グロトンのジェネラル・ダイナミクス・エレクトリック・ボート社に発注され、1986年10月24日に起工した。1988年11月12日にジェーン・P・ウィルキンソン夫人によって命名、進水し、1990年6月30日にトーマス・W・マダー艦長の指揮下就役した。
2012年5月23日午後、メーン州のポーツマス海軍造船所での定期修理中に、艦前方部の第4区画で火災が発生し、消防員5名と乗組員2名が軽傷を負った。当初、火災の原因は掃除機と考えられたが、同年6月16日にも火災があり、捜査の結果、塗装の作業をしていた24歳の民間作業員の放火であることが判明。連邦裁判所は禁錮17年以上の判決を下した。修理は、当初修理費は4億5,000万ドルと見積もられていたが、のちに3億9,000万ドルもの増額が必要であることが明らかになり、加えて艦齢がすでに20年以上経過して今後の運用は10年間と予定していたこともあり、2013年8月6日、海軍は米議会に修理と艦隊復帰を断念すると通達した。2014年3月28日に正式に退役した。

## 登場作品
『トム・クランシーの原潜解剖（Submarine： A Guided Tour Inside a Nuclear Warship）』
トム・クランシーの最初のノンフィクション作品。「マイアミ」の艦内の様子や性能が紹介されている。
『ハンターキラー 潜航せよ (Final Bearing)』
ジョージ・ウォーレスとドン・キース作の小説